# Bobolice (stacja kolejowa)
Bobolice – nieistniejąca już stacja kolejowa w Bobolicach, w powiecie koszalińskim, w województwie zachodniopomorskim, w Polsce.